# الکساندر کادمور
الکساندر کادمور (انگلیسی: Alexander Cudmore; ۱۰ فوریهٔ ۱۸۸۸ – ۱۸ دسامبر ۱۹۴۴) بازیکن فوتبال اهل ایالات متحده آمریکا بود.
وی در بازی‌های المپیک تابستانی ۱۹۰۴ به مدال نقره دست پیدا کرده‌است.